# 27e cérémonie des Grammy Awards
La 27e cérémonie annuelle des Grammy Awards a eu lieu au Shrine Auditorium à Los Angeles le 26 février 1985.

## Palmarès
| Prix                                                                              | Artiste                                   | Titre                                                 |
| --------------------------------------------------------------------------------- | ----------------------------------------- | ----------------------------------------------------- |
| Enregistrement de l'année                                                         | Tina Turner                               | What's Love Got to Do with It                         |
| Album de l'année                                                                  | Lionel Richie                             | Can't Slow Down                                       |
| Chanson de l'année                                                                | Tina Turner                               | What's Love Got to Do with It                         |
| Meilleur nouvel artiste                                                           | Cyndi Lauper                              | Cyndi Lauper                                          |
| Best Pop Vocal Performance, Female                                                | Tina Turner                               | What's Love Got To Do With It                         |
| Best Pop Vocal Performance, Male                                                  | Phil Collins                              | Against All Odds (Take A Look At Me Now)              |
| Best Pop Performance By A Duo Or Group With Vocal                                 | The Pointer Sisters                       | Jump (For My Love)                                    |
| Best Pop Instrumental Performance                                                 | Ray Parker, Jr.                           | Ghostbusters (Instrumental)                           |
| Best Rock Vocal Performance, Female                                               | Tina Turner                               | Better Be Good to Me                                  |
| Best Rock Vocal Performance, Male                                                 | Bruce Springsteen                         | Dancing in the Dark                                   |
| Best Rock Performance By A Duo Or Group With Vocal                                | Prince & The Revolution                   | Purple Rain - Music From The Motion Picture           |
| Best Rock Instrumental Performance                                                | Yes                                       | Cinema                                                |
| Best R&B Vocal Performance, Female                                                | Chaka Khan                                | I Feel For You                                        |
| Best R&B Vocal Performance, Male                                                  | Billy Ocean                               | Caribbean Queen (No More Love On The Run)             |
| Best R&B Performance By A Duo Or Group With Vocal                                 | James Ingram & Michael McDonald           | Yah Mo B There                                        |
| Best R&B Instrumental Performance                                                 | Herbie Hancock                            | Sound-System                                          |
| Best Rhythm & Blues Song                                                          |                                           | I Feel For You                                        |
| Best Jazz Fusion Performance, Vocal Or Instrumental                               | Pat Metheny Group                         | First Circle                                          |
| Best Country Vocal Performance, Female                                            | Emmylou Harris                            | In My Dreams                                          |
| Best Country Vocal Performance, Male                                              | Merle Haggard                             | That's the Way Love Goes                              |
| Best Country Performance By A Duo Or Group With Vocal                             | The Judds                                 | Mama He's Crazy                                       |
| Best Country Instrumental Performance                                             | Ricky Skaggs                              | Wheel Hoss                                            |
| Best Country Song                                                                 |                                           | City of New Orleans                                   |
| Best Gospel Performance, Female                                                   | Amy Grant                                 | Angels                                                |
| Best Gospel Performance, Male                                                     | Michael W. Smith                          | Michael W. Smith                                      |
| Best Gospel Performance By A Duo Or Group                                         | Debby Boone et Phil Driscoll              | Keep The Flame Burning                                |
| Best Soul Gospel Performance, Female                                              | Shirley Caesar                            | Sailin'                                               |
| Best Soul Gospel Performance, Male                                                | Andraé Crouch                             | Always Remember                                       |
| Best Soul Gospel Performance By A Duo Or Group                                    | Shirley Caesar et Al Green                | Sailin' On The Sea of Your Love                       |
| Best Inspirational Performance                                                    | Donna Summer                              | Forgive Me                                            |
| Best Latin Pop Performance                                                        | Placido Domingo                           | Always In My Heart (Siempre En Mi Corazon)            |
| Best Tropical Latin Performance                                                   | Eddie Palmieri                            | Palo Pa Rumba                                         |
| Best Mexican-American Performance                                                 | Luis Miguel et Sheena Easton              | Me gustas tal como eres                               |
| Best Traditional Blues Recording                                                  |                                           | Blues Explosion                                       |
| Best Ethnic Or Traditional Folk Recording                                         | Elizabeth Cotten                          | Elizabeth Cotten Live!                                |
| Best Reggae Recording                                                             | Black Uhuru                               | Anthem                                                |
| Best Recording For Children                                                       | Shel Silverstein                          | Where the Sidewalk Ends                               |
| Best Comedy Recording                                                             | "Weird Al" Yankovic                       | Eat It                                                |
| Best Spoken Word Or Non-Musical Recording                                         | Ben Kingsley                              | The Words of Gandhi                                   |
| Best Instrumental Composition                                                     | Randy Newman                              | The Natural                                           |
| Best Instrumental Composition                                                     | John Williams                             | Olympic Fanfare & Theme                               |
| Best Album Of Original Score Written For A Motion Picture Or A Television Special |                                           | Purple Rain                                           |
| Best Cast Show Album                                                              |                                           | Sunday in the Park with George                        |
| Best Video                                                                        | David Bowie                               | David Bowie                                           |
| Best Video Album                                                                  | Michael Jackson                           | Making Michael Jackson's Thriller                     |
| Best Jazz Vocal                                                                   | Joe Williams                              | Nothin' but the Blues                                 |
| Best Jazz Instrumental Performance, Soloist                                       | Wynton Marsalis                           | Hot House Flowers                                     |
| Best Jazz Instrumental Performance, Group                                         | Art Blakey et The Jazz Messengers         | New York Scene                                        |
| Best Jazz Instrumental Performance, Big Band                                      | Count Basie                               | 88 Basie Street                                       |
| Best Arrangement On An Instrumental                                               |                                           | Grace (Gymnastics Theme)                              |
| Best Instrumental Arrangement Accompanying Vocal(s)                               |                                           | Hard Habit To Break                                   |
| Best Vocal Arrangement For Two Or More Voices                                     |                                           | Automatic                                             |
| Best Album Package                                                                |                                           | She's So Unusual                                      |
| Best Album Notes                                                                  |                                           | Big Band Jazz                                         |
| Best Historical Album                                                             |                                           | Big Band Jazz                                         |
| Best Engineered Recording - Non-Classical                                         |                                           | 17                                                    |
| Producer Of The Year (Non-Classical)                                              | David Foster                              | David Foster                                          |
| Producer Of The Year (Non-Classical)                                              | James Anthony Carmichael et Lionel Richie |                                                       |
| Best Classical Album                                                              |                                           | Amadeus                                               |
| Best Classical Orchestral Recording                                               |                                           | Prokofiev: Symphony No. 5 In B Flat                   |
| Best Opera Recording                                                              |                                           | Bizet: Carmen                                         |
| Best Choral Performance (Other Than Opera)                                        |                                           | Brahms: A German Requiem                              |
| Best Classical Performance - Instrumental Soloist Or Soloists (With Orchestra)    |                                           | Wynton Marsalis-Edita Gruberova-Handel, Purcell, Etc, |
| Best Classical Performance - Instrumental Soloist Or Soloists (Without Orchestra) | Yo-Yo Ma                                  | Bach: The Unaccompanied Cello Suites                  |
| Best Chamber Music Performance                                                    |                                           | Beethoven: The Late String Quartets                   |
| Best Classical Vocal Soloist Performance                                          |                                           | Ravel: Songs Of Maurice Ravel                         |
| Best New Classical Composition                                                    | Samuel Barber                             | Barber: Antony And Cleopatra                          |
| Best Engineered Recording, Classical                                              |                                           | Prokofiev: Symphony No. 5 In B Flat, Op. 100          |
| Classical Producer Of The Year                                                    | Steven Epstein                            | Steven Epstein                                        |